# Улица Александры Экстер
Улица Александры Экстер (укр. вулиця Олександри Екстер) — улица в Деснянском районе города Киева, жилой массив Вигуровщина-Троещина. Пролегает от улицы Николая Закревского до улицы Оноре де Бальзака.
Приобщается проспект Червоной Калины.

## История
Улица запроектирована в 1980-е годы под названием Новая Б. Носила название в честь русской поэтессы Марины Цветаевой — с 1987 года по 2023 год. Современное название получила в 2023 году в честь художницы-авангардистки Александры Экстер. Застройка улицы началась в 1989 году.